# Knut Pipping
Knut Gunnar Pipping, född 17 september 1920 i Åbo, död där 27 mars 1997, var en finländsk sociolog. Han var son till Rolf Pipping.
Pipping blev filosofie doktor 1947. Han var chef för en av Unesco utsänd forskningsgrupp i Tyskland 1950–1952 och därefter bland annat docent i sociologi vid Åbo Akademi samt professor vid Samhälleliga högskolan i Tammerfors. Han var 1959–1982 professor i sociologi med statistik vid Åbo Akademi och 1970–1972 professor vid universitetet i Dar es Salaam. Han utförde fältforskningar i Tyskland, i den åländska skärgården och bland bondebefolkningen i Tanzania.
Bland Pippings arbeten märks den banbrytande avhandlingen Kompaniet som samhälle (1947, finsk översättning Komppania pienoisyhteiskuntana, 1978), som behandlar de sociala relationerna inom ett maskingevärskompani under fortsättningskriget och hans studie över den efterkrigstida tyska ungdomen, Gespräche mit der deutschen Jugend (1954).